# Michael E. Mann
Michael E. Mann (ur. 28 grudnia 1965) – amerykański klimatolog, jeden z autorów wykresu rekonstrukcji temperatury na powierzchni Ziemi (pracy która wpłynęła na dyskusję o globalnym ociepleniu).

## Kariera zawodowa
Otrzymał magisterium z fizyki na Uniwersytecie Yale oraz ukończył matematykę stosowaną na Uniwersytecie Kalifornijskim w Berkeley. W 1998 uzyskał doktorat Uniwersytetu Yale na Wydziale Geologii i Geofizyki. Od 2009 jest profesorem na Wydziale Meteorologii oraz w Instytucie Ziemi i Środowiska Uniwersytetu Stanu Pensylwania. Od 2005 jest dyrektorem Centrum Nauki o Ziemi. Wcześniej (1999–2005) pracował na Wydziale Nauk o Środowisku Uniwersytetu Wirginii. Był edytorem czasopisma Journal of Climate Amerykańskiego Towarzystwa Meteorologicznego. W 2002 otrzymał nagrodę „Świata Nauki” jako jeden z 50 wizjonerów naukowych i technologicznych na świecie, nagrodę za publikacje naukowe od amerykańskiej National Oceanic and Atmospheric Administration. Jest także jednym z założycieli bloggu RealClimate. Był głównym autorem rozdziału raportu III IPCC na temat obserwowanych konsekwencji zmienności i zmian klimatu w 2001. Wykłada ilościową analizę danych klimatycznych, modelowanie klimatu, dynamikę oceanu i atmosfery.

## Rekonstrukcja temperatury
Jego najbardziej znana praca, MBH98, dotyczy rekonstrukcji fluktuacji klimatycznych na podstawie datowania opartego na przyroście słojów drzew, rdzeniach lodowych, i innych informacjach paleoklimatycznych. Ze względu na wagę publikacji była ona oceniana przez szereg komisji. M.in. na życzenie Kongresu Stanów Zjednoczonych powstał specjalny komitet złożony z ekspertów z National Research Council (ang. Committee on Surface Temperature Reconstructions for the Past 2,000 Years), którego zadaniem była rekonstrukcja (odtworzenie) zmian temperatury w ciągu ostatnich 2000 lat. Komitet liczył 12 członków i miał za zadanie opisać obecną wiedzę na temat zmian temperatury w ciągu ostatnich 2000 lat, przedstawić główne problemy metodologiczne oraz ocenić, w jakim stopniu wiedza na temat zmian temperatury na powierzchni Ziemi jest istotna dla zrozumienia problemu globalnego ocieplenia. Panel ten opublikował wyniki swoich badań w 2006. Jednym z rezultatów prac komisji było potwierdzenie większości ustaleń rekonstrukcji MBH98 i stwierdzenie, że „z dużym prawdopodobieństwem można powiedzieć, że globalna średnia temperatura w ostatnich kilku dekadach XX wieku była wyższa w porównaniu z poprzednimi czterema wiekami. Wynik ten jest oparty na zbieżności różnego rodzaju niebezpośrednich pomiarów z różnych miejsc na Ziemi”.

## Cyklony tropikalne
Mann wraz ze współpracownikami zajmuje się m.in. prognozą sezonową ilości cyklonów tropikalnych, a także oceną liczby cyklonów tropikalnych w przeszłości. W 2009 Mann wraz z Tomem Sabbatellim opublikowali prognozę ilości cyklonów tropikalnych na Atlantyku opierającą się na modelu statystycznym. W 2009 Mann opublikował także rekonstrukcję liczby cyklonów tropikalnych na przestrzeni ostatnich 1500 lat opierającą się m.in. na pomiarach rodzaju sedymentacji w częściowo odciętych od otwartego oceanu lagunach.

## Climategate
W listopadzie 2008 korespondencja e-mailowa Manna została częściowo opublikowana. Publikacja Manna stała się znowu jednym z głównych przedmiotów kontrowersji. Pierwszego grudnia 2009 Gerald North, szef komisji National Research Council, udzielił wywiadu na ten temat, w którym podtrzymał stanowisko komisji z 2006.

W związku z tym Uniwersytet Stanu Pensylwania, w którym pracuje Mann, opublikował informację: 

Profesor Michael Mann jest wybitnym członkiem uniwersytetu, badającym zmiany klimatu. Artykuły profesora Manna zostały opublikowane w recenzowanych czasopismach naukowych. W listopadzie 2005 Narodowa Akademia Nauk Stanów Zjednoczonych utworzyła panel ekspertów badających rekonstrukcję temperatury opublikowaną w 1999 przez profesora Manna. Raport w 2006 stwierdził, że jego wyniki były oparte na solidnych podstawach, a następnie wiele wyników potwierdziło tego typu rekonstrukcję w wielkiej skali przestrzennej. W ostatnich dniach opublikowano duży zbiór e-maili. Niektóre z zawartych w nim pytań mogły być już rozważane przez Narodową Akademię Nauk, inne może nie były jeszcze analizowane. Uniwersytet będzie rozważać tę sytuację dalej według ustalonej procedury. Nie będzie dyskusji publicznej w tej sprawie podczas analizowania przez uczelnię poruszonych kwestii.

Trzeciego lutego 2010 komisja Uniwersytetu Stanu Pensylwania opublikowała wynik dochodzenia, w którym stwierdziła, że trzy z czterech zarzutów wysuwanych w stosunku do Manna nie mają pokrycia w faktach, natomiast czwarty zarzut nie był rozpatrywany i będzie badany przez dodatkową komisję.

## Publikacje
- Mann, M.E. and Bradley, R.S. and Hughes, M.K., „Northern hemisphere temperatures during the past millennium: inferences, uncertainties, and limitations”. Geophysical Research Letters, 26-6, 759-762, 1999.
- Mann, M.E. and Bradley, R.S. and Hughes, M.K., „Global-scale temperature patterns and climate forcing over the past six centuries”. Nature, 392-6678, 779-787, 1998.
- Mann, M.E. and Jones, P.D., „Global surface temperatures over the past two millennia,” Geophysical Research Letters, 30-15, 1820-1823, 2003.
- Mann, M.E. and Lees, J.M., „Robust estimation of background noise and signal detection in climatic time series,” Climatic Change, 33-3, 409-445, 1996.
- Shindell, D.T. and Schmidt, G.A. and Mann, M.E. and Rind, D. and Waple, A., „Solar forcing of regional climate change during the Maunder Minimum,” Science, 294-5549, 2149-2152, 2001.